# 苯硅烷
苯硅烷或硅烷基苯是一种有机化合物，化学式为C6H5SiH3。它是无色液体，结构上和甲苯相似，它们有着相似的密度和沸点。它可溶于有机溶剂。

## 制备
苯硅烷可由硅酸四乙酯和苯基溴化镁为原料制备，反应会生成三乙氧基硅基苯，经氢化铝锂还原制得：
Ph-MgBr + Si(OEt)4 → Ph-Si(OEt)3 + MgBr(OEt)
4 Ph-Si(OEt)3 + 3 LiAlH4 → 4 Ph-SiH3 + 3 LiAl(OEt)4